# Jean Ganiayre
Jean Ganiayre (en occitan Joan Ganhaire) est né le 21 mai 1941 à Agen en Lot-et-Garonne. C'est un écrivain occitan utilisant le dialecte limousin.

## Biographie
Médecin de profession, il a fait ses études à Bordeaux avant de s'installer dans la campagne périgourdine, où il prend conscience de son identité occitane. Son premier recueil de nouvelles Lo Reirlutz a été suivi d’un second, Lo Viatge Aquitan qui a obtenu le prix Jaufré-Rudel en 2001. Il explore de nombreux genres littéraires : le fantastique, le roman policier avec Sorne Trasluc et le roman de cape et d’épée avec la saga Dau vent dins las plumas suivi de Las Islas jos lo sang. En 1994, Dau vent dins las plumas a obtenu le prix Joan-Bodon. Étudié à l'université (Lo darrier daus Lobaterras a été une des œuvres au programme du CAPES d'occitan en 2009), il est considéré comme un des écrivains majeurs de la littérature occitane contemporaine.
Il fut également conseiller général du canton de Brantôme en Dordogne.